# Binarville
Binarville ist eine französische Gemeinde mit 87 Einwohnern (Stand 1. Januar 2022) im Département Marne in der Region Grand Est. Sie gehört zum Arrondissement Châlons-en-Champagne und zum Kanton Argonne Suippe et Vesle. 

## Lage
Die Gemeinde Binarville liegt zwischen dem Aisnetal und den waldreichen Argonnen an den Grenzen zu den Départements Ardennes und Meuse, etwa 35 Kilometer westlich von Verdun.
Sie ist umgeben von folgenden Nachbargemeinden:
|                   | Lançon                                      | Chatel-Chéhéry                             |
| Condé-lès-Autry   | Kompassrose, die auf Nachbargemeinden zeigt | Apremont, Montblainville (Berührungspunkt) |
| Servon-Melzicourt |                                             | Vienne-le-Château                          |

## Bevölkerungsentwicklung

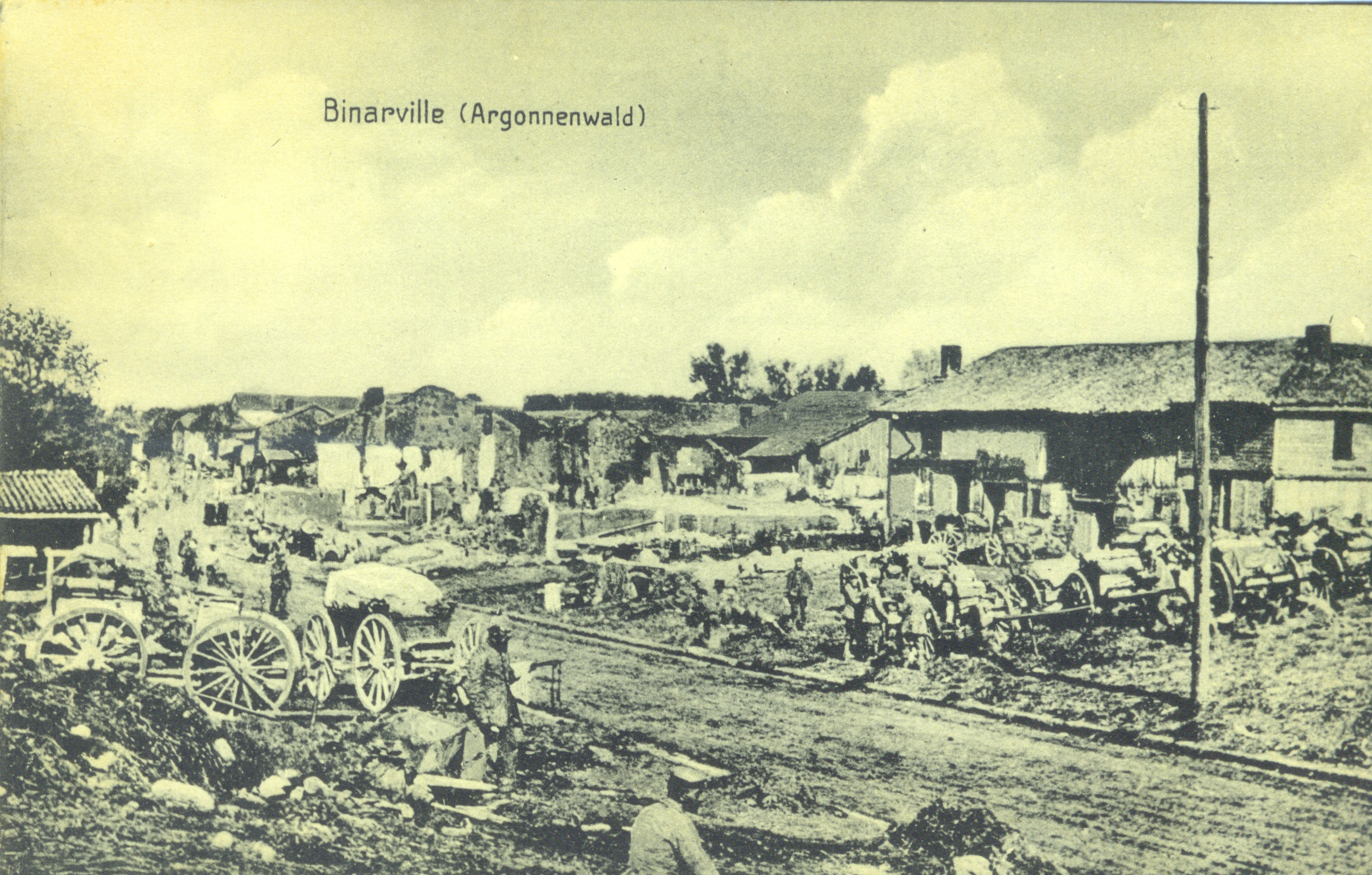
Das zerstörte Binarville im Ersten Weltkrieg

| Jahr                       | 1962 | 1968 | 1975 | 1982 | 1990 | 1999 | 2008 | 2018 |
| -------------------------- | ---- | ---- | ---- | ---- | ---- | ---- | ---- | ---- |
| Einwohner                  | 189  | 161  | 145  | 135  | 143  | 124  | 108  | 95   |
| Quellen: Cassini und INSEE |      |      |      |      |      |      |      |      |